# Rousettus madagascariensis
Rousettus madagascariensis is een zoogdier uit de familie van de vleerhonden (Pteropodidae). De wetenschappelijke naam van de soort werd voor het eerst geldig gepubliceerd door G. Grandidier in 1928.

## Voorkomen
De soort komt voor in geheel Madagaskar met uitzondering van het zuidwesten.